# Dictyna
Dictyna är ett släkte av spindlar som beskrevs av Carl Jakob Sundevall 1833. Dictyna ingår i familjen kardarspindlar.

## Dottertaxa tillDictyna, i alfabetisk ordning[1][2]
- Dictyna abundans
- Dictyna agressa
- Blåbärskardarspindel
- Dictyna albicoma
- Dictyna albida
- Dictyna albopilosa
- Dictyna albovittata
- Dictyna alyceae
- Dictyna andesiana
- Dictyna annexa
- Dictyna apacheca
- Dictyna armata
- Ljungkardarspindel
- Dictyna bellans
- Dictyna bispinosa
- Dictyna bostoniensis
- Dictyna brevitarsa
- Dictyna cafayate
- Dictyna calcarata
- Dictyna cambridgei
- Dictyna cavata
- Dictyna cebolla
- Dictyna chandrai
- Dictyna cholla
- Dictyna civica
- Dictyna colona
- Dictyna coloradensis
- Dictyna columbiana
- Dictyna cronebergi
- Dictyna crosbyi
- Dictyna dahurica
- Dictyna dauna
- Dictyna denisi
- Dictyna donaldi
- Dictyna dunini
- Dictyna ectrapela
- Dictyna felis
- Dictyna flavipes
- Dictyna fluminensis
- Dictyna foliacea
- Dictyna foliicola
- Dictyna formidolosa
- Dictyna fuerteventurensis
- Dictyna gloria
- Dictyna guanchae
- Dictyna guerrerensis
- Dictyna guineensis
- Dictyna hamifera
- Dictyna idahoana
- Dictyna ignobilis
- Dictyna incredula
- Dictyna innocens
- Dictyna jacalana
- Dictyna juno
- Dictyna kosiorowiczi
- Dictyna laeviceps
- Dictyna latens
- Dictyna lecta
- Dictyna lhasana
- Dictyna linzhiensis
- Dictyna livida
- Dictyna longispina
- Sandkardarspindel
- Dictyna marilina
- Dictyna meditata
- Dictyna miniata
- Dictyna minuta
- Dictyna moctezuma
- Dictyna mora
- Dictyna namulinensis
- Dictyna nangquianensis
- Dictyna navajoa
- Dictyna nebraska
- Dictyna obydovi
- Dictyna paitaensis
- Dictyna paramajor
- Dictyna peon
- Dictyna personata
- Dictyna pictella
- Dictyna procerula
- Dictyna puebla
- Enkardarspindel
- Dictyna quadrispinosa
- Dictyna ranchograndei
- Dictyna saepei
- Dictyna saltona
- Dictyna sancta
- Tajgakardarspindel
- Dictyna secuta
- Dictyna shilenkovi
- Dictyna sierra
- Dictyna similis
- Dictyna simoni
- Dictyna sinaloa
- Dictyna siniloanensis
- Dictyna sonora
- Dictyna sotnik
- Dictyna subpinicola
- Dictyna sylvania
- Dictyna szaboi
- Dictyna tarda
- Dictyna terrestris
- Dictyna togata
- Dictyna tridentata
- Dictyna trivirgata
- Dictyna tucsona
- Dictyna tullgreni
- Dictyna turbida
- Dictyna tyshchenkoi
- Dictyna ubsunurica
- Dictyna umai
- Stamkardarspindel
- Dictyna urquharti
- Dictyna uvs
- Dictyna uzbekistanica
- Dictyna varians
- Dictyna vicina
- Dictyna vittata
- Dictyna volucripes
- Dictyna vultuosa
- Dictyna xinjiangensis
- Dictyna xizangensis
- Dictyna yongshun
- Dictyna zhangmuensis
- Dictyna zherikhini